# Ludwig Böhm
Ludwig Karl Böhm (Lauscha, 16 juni 1859 – onbekend, vermoedelijk na 1907 in de VS), was een Amerikaans glasblazer en uitvinder van Duitse afkomst.

## Biografie
Böhm leerde het vak in zijn geboorteplaats, de glasblazersstad Lauscha te Thüringen. Van 1871 tot 1878 was hij een leerling, later assistent, van Heinrich Geißler, de uitvinder van zowel de kwikvacuümpomp als de Geisslerbuizen. In augustus 1878 werd Böhm aangenomen door Thomas Edison, waar hij niet alleen de glazen ballonnen blies voor Edisons eerste kooldraadlampen, maar ook al het andere glaswerk voor diens Menlo Park laboratorium. Hoewel hij maar eventjes voor Edison heeft gewerkt kon hij die in korte tijd toch een belangrijke bijdrage leveren.
Later verliet hij Edison om assistent te worden van Edisons concurrent Hiram Maxim bij de United States Electric Lighting Co., eind 1880, en werd vervolgens hoofd ontwikkeling bij de American Electric Lighting Co. In deze laatste functie diende hij meerdere patenten op het gebied van de gloeilamptechnologie. In 1882 keerde hij terug naar Duitsland, waar hij in 1886 een doctoraat – waarschijnlijk in de scheikunde – verkreeg aan de universiteit van Freiburg en een diploma van de Royal Bavarian School of Industries te München. Na zijn terugkeer in de Verenigde Staten in 1887 kreeg Böhm de leiding over de scheikundige afdeling van de American Ultramarine and Globe Aniline Works. Het jaar daarop deed hij onderzoek naar fossiele harsen voor de Dawson-Valentine Company. Ergens tussen 1898 en 1900 werd hij Amerikaans staatsburger.
Böhm werkte daarna kortstondig voor de Thomson-Houston Electric Company, waar hij experimenten deed met diverse soorten gloeidraden. Na deze betrekking opende hij zijn eigen advieskantoor in New York als elektrisch en scheikundig specialist. Voor vaktijdschriften zoals The Electrical World schreef hij enige artikelen waarin hij de technische details van de gloeilamptechnologie beschreef. Zo kondigde bijvoorbeeld de New York Times op 8 februari 1890 een voordracht van Dr. Luwdig K. Böhm aan over de ondergronds elektriciteitsverzorging van New York.